# Џозеф Ротблат
Џозеф Ротблат (Лођ, 4. новембра 1908 — Лондон, 31. августа 2005) био је британски физичар из јеврејске породице пољског порекла. Касније је примио америчко држављанство. Нобелову награду за мир добио је 1995. године.

## Живот и каријера
Јозеф Ротблат придружио се Универзитету у Ливерпулу као ванредни професор 1939. Радио је са групом научника у Лос Аламосу, у Новом Мексику, на Пројекту Менхетн (развој атомске бомбе бачене на Јапан).
Џозеф Ротблат је постављао етичка питања. У почетку је веровао да је бомба само начин да заустави немачку претњу. 1944. године, када је откривено да нацистичка Немачка више није у стању да произведе атомску бомбу, напустио је пројекат и вратио се у Ливерпул. После рата постао је амерички држављанин и посветио се мирној примени физике, пре свега у нуклеарној медицини.
Учествовао је у оснивању конференције о науци и међународној сарадњи у канадском граду Пагвошу. Покрет је израстао из манифеста објављеног у Лондону две године пре у коме су учествовали научници из различитих области попут Алберта Ајнштајна, Бертранда Расела и Лајнус Полинга, верујући да научници треба да преузму одговорност у својим истраживањима и експериментима за могуће лоше последице као што је то био случај са атомском бомбом. Они су веровали да развој нуклеарног оружја угрожава опстанак човечанства .
Џозеф Ротблат је служио као секретар Пагвошке конференције о науци и светским питањима (са седиштем у Лондону од 1957. до 1973. године), а као председник од 1988. године био је члан Координационог одбора под покровитељством Међународне деценије за културу ненасиља и мира.

## Нобелова награда
Џозеф Ротблат је добио Нобелову награду за мир 1995. године, заједно са организацијом за нуклеарно оружје   ПКНСП (Пагвошка конференције о науци и светским питањима), чији је један од оснивача.